# Jarrad Paul
Jarrad Paul (Miami, 20 giugno 1976) è un attore, regista e sceneggiatore statunitense.

## Filmografia parziale

### Attore

#### Cinema
- Bugiardo bugiardo (Liar Liar), regia di Tom Shadyac (1997)
- Folle d'elle, regia di Jérôme Cornuau (1998)
- 40 giorni & 40 notti (40 Days and 40 Nights), regia di Michael Lehmann (2002)
- Derby in famiglia (Kicking & Screaming), regia di Jesse Dylan (2005)
- Vita da strega (Bewitched), regia di Nora Ephron (2005)
- Shaggy Dog - Papà che abbaia... non morde (The Shaggy Dog), regia di Brian Robbins (2006)
- Yes Man, regia di Peyton Reed (2008)
- La proposta (The Proposition), episodio di Comic Movie (Movie 43), regia di Steve Carr (2013)

#### Televisione
- Home Fires – serie TV, 6 episodi (1992)
- Legend – serie TV, 10 episodi (1995)
- Quell'uragano di papà (Home Improvement) – serie TV, 4 episodi (1995-1996)
- Action – serie TV, 13 episodi (1999-2000)
- CSI - Scena del crimine (CSI: Crime Scene Investigation) – serie TV, episodio 1x12 (2001)
- UC: Undercover – serie TV, 13 episodi (2001-2002)
- Detective Monk (Monk) – serie TV, 6 episodi (2004-2009)
- The Singles Table – serie TV, 6 episodi (2007)
- Allen Gregory – serie animata, episodi 1x03-1x04 (2011) – voce
- The Grinder – serie TV, episodi 1x02-1x20 (2015)
- Chad – serie TV, episodi 1x02-1x04-1x08 (2021)

### Regista
- Una notte da matricole (The D Train), co-diretto con Andrew Mogel (2015)
- Huge in France – serie TV, 6 episodi (2019)
- Miracle Workers – serie TV, episodi 2x01-2x02 (2020)

### Sceneggiatore
- Stargate SG-1 – serie TV, 4 episodi (1998-2000, 2003)
- A casa di Fran (Living with Fran) – serie TV, 6 episodi (2005, 2007)
- Yes Man, regia di Peyton Reed (2008)
- Allen Gregory – serie animata, episodi 1x01-1x03 (2011)
- Una notte da matricole (The D Train), regia di Jarrad Paul e Andrew Mogel (2015)
- The Grinder – serie TV, episodi 1x01-1x02 (2015)
- Huge in France – serie TV, 6 episodi (2019)

## Doppiatori italiani
Nelle versioni in italiano delle opere in cui ha recitato, Jarrad Paul è stato doppiato da:
- Stefano Onofri in CSI - Scena del crimine, Detective Monk (ep. 2x10)
- Manfredi Aliquò in Bugiardo bugiardo
- Mirko Mazzanti in 40 giorni & 40 notti
- Oreste Baldini in Detective Monk (st. 3-5, 7)
- Simone D'Andrea in Shaggy Dog - Papà che abbaia... non morde
- Marco Guadagno in Yes Man